# Szentlőrinckáta
Szentlőrinckáta är en ort i Ungern.   Den ligger i provinsen Pest, i den centrala delen av landet, 50 km öster om huvudstaden Budapest. Szentlőrinckáta ligger 106 meter över havet och antalet invånare är 2 005. Den ligger vid sjön Fehér Tó.
Terrängen runt Szentlőrinckáta är mycket platt, och sluttar österut. Runt Szentlőrinckáta är det ganska tätbefolkat, med 120 invånare per kvadratkilometer. Närmaste större samhälle är Nagykáta, 11,6 km söder om Szentlőrinckáta. Trakten runt Szentlőrinckáta består till största delen av jordbruksmark.